# Клека
Клека (лат. Juniperus) је род четинарских биљака из породице чемпреса (лат. Cupressaceae). У зависности од таксономске тачке гледишта, постоји између 50-67 врста клеке. Широко је распрострањена на целој северној полулопти, од Арктика, јужно до тропске Африке, односно планина Централне Америке. Највиша позната шума клеке налази се на висини од 4.900 m у југоисточном Тибету и северним Хималајима, правећи једну од највиших линија дрвећа на планети.

## Опис
Клеке варирају у величини и облику од високих дрвета, 20–40 m висине, до колумнара или ниских раширених грмова са дугим закривљеним гранама. Оне су зимзелене биљке са игличастим лествичастим лишћем. Могу бити једнодомне или епископалне. Женске шишарке су веома препознатљиве, са меснатим, попут воћа коалесцентним вагама које се спајају заједно да би формирале структуру попут "бобице", 4–27 mm дужине, са 1–12 одвојеним, тврдољускастом семену. У неких врста ове „бобице” су црвено-смеђе или наранџасте, али већином оне су плаве; оне су обично ароматичне и могу се користити као зачин. Време сазревања семена варира између врста од 6–18 месеци након опрашивања. Мушке шишарке су сличне осталим из породице Cupressaceae.
У зонама од 7 до 10, клеке могу цвасти и избацивати полен неколико пута сваке године. Неколико врста клеке цвата у јесен, док већи број врста даје полен од ране зиме док касног пролећа.
Доста клека (нпр. J. chinensis, J. virginiana) имају два типа листова: саднице и неке гранчице старијих стабала имају игличасто лишће 5–25 mm дуго; а лишће зрелих биљака је (углавном) танко (2–4 mm), преклапа се и попут лествица. Када се малолетно лишће јавља на зрелим биљкама, оно се може углавном наћи на сеновитим местима, уз одрасло лишће на осунчаним местима. Лишће на брзорастућим 'бичевима' је обично између малолетног и зрелог.
Код неких врста (нпр. J. communis, J. squamata), сво лишће има малолетни тип игле, без лествица. У неким од ових (нор. J. communis), иглице су спојене за базу, у осталих (нпр. J. squamata), иглице су интегрисане са стабљиком, а не спојене.
Игличасто лишће клека је чврсто и оштро, што чини малолетно лишће врло бодљикавим на додир. Ово може бити вредна идентификација код младица, јер су остали веома слични млади листови чемпреса (Cupressus, Chamaecyparis) и осталих сличних биљака меки, а не бодљикави.
Клека је ексклузивна јестива биљка за ларве неких врста Lepidoptera укључујући Bucculatrix inusitata и Thera juniperata, а једу је и ларве осталих врста лепидоптера попут Chionodes electella, Chionodes viduella и Panolis flammea; од којих се тортрикс мољац C. duplicana храни на мјестима повреда од штеточина.
Клеке су голосеменице, што значи да немају перикарп, односно плод. Зависно од врсте, да семе сазри треба 1–3 године. Непропусна семењача спречава улазак воде и размену гасова (егзогена дормантност), а ембрион има изражен ФИМ. Вишеструка дормантност семена, стога се мора отклонити двоструким третманом (скарификацијом и стратификацијом). Расејавање је ендозоохорно. Јака семењача омогућава пролазак кроз цревни тракт животиња без утицаја на клијавост. Клијавост семена траје дуго, а семе може да буде пренето на велике удаљености.

## Класификација
Врсте које припадају роду клека:
- :
  - :
    -  - клека обична
    -  – приобалска клека
    -  – игличава клека

  - :
    -  – азорска клека
    -  – канарска клека
    -  – источна бодљива клека
    -  – кинеска бодљива клека
    -  – рјукјујска клека
    -  – португалска бодљива клека
    -  – црвена клека

  - :
    -  – сиријска клека
- :
  - Врсте Старог света
    -  – кинеска боровица
    -  – меконшка клека
    -  – грчка клека
    -  – смрдљива клека
    -  – црна клека
    -  – Комаровљева клека
    -  – феничка боровица, сомина или глухач
    -  – источноафричка клека
    -  – планинска сомина
    -  – сечуанска клека
    -  – руска клека
    -  – шпанска клека
    -  – тибетска клека
    -  – хималајска црна клека

  - Врсте Новог света
    -  – мексичка једносемена клека
    -  – мексичка клека
    -  - аризонска клека
    -  – бермудска клека
    -  – калифорнијска клека
    -  – коавилска клека
    -  – мексичка жалосна клека
    -  – полегла клека, пузава боровица
    -  – приморска клека
    -  – једносемена клека
    -  – планинска клека
    -  – западна клека
    -  – јутска клека
    -  – вирџинијска клека
    -  (предложена)[6]

## Екологија
Биљке клеке могу да успевају у различитим окружењима. Клеке из долине Лахула се могу наћи у сувим, каменитим локацијама на каменитом тлу. Ове биљке се брзо користи стока на испаши и сељани. Постоји неколико важних особина лишћа и дрвета ове биљке због којих сељани секу ова стабла и користе их. Додатно, биљке западне клеке, посебне врсте рода клеке, су присутне у шумовитим крајевима где има довољно великих, отворених простора. Клеке су познате по томе што расту на отвореним подручјима како би имале већу изложеност киши. Смањена учесталост пожара и недостатак испаше стоке су два главна узрока бујања западне клеке. Ова инвазија клеке узрокује промене околине. На пример, екосистем других врста које су раније живеле у том окружењу и домаћих животиња је угрожен. Кад дође до повећања популације клеке, долази до приметног смањења заступљености других дрвастих врста као што су планинска велика америчка комољика и јасика. Међу самим клекама има доста конкуренције. Последица тога је смањење продукције бобица. Величина зељастог покривача је смањена, и клеке се често грешком сврставају у коров. Услед тога, поједини фармери разређују клеке или их потпуно уклањају. Међутим, ова редукција не доводи до знатног побољшања шанси преживљавања дивљих животиња. За неке мале сисаре је корисно да имају приступ мањим стаблима клеке, док сечење целог стабла не производи повољне исходе.

## Култивација и употребе
Неке клеке су подложне болести Gymnosporangium рђе, што може да буде озбиљан проблем за узгајиваће стабала јабука, која су алтернативни домаћин ове болести.

### Дрво
Неким клекама је дато свакодневно име „кедар”, укључујући Juniperus virginiana, „црвени кедар” који се широко користи у фиокама од кедра. „Источни црвенокедар” је име за J. virginiana. Одсуство размака између речи „црвен” и „кедар” указује на то да ова врста није прави кедар, Cedrus.
Клека као материјал за облагање је традиционална техника која се користи у Северној Европи, нпр. у Норвешкој.